# YAMA-Boo
YAMA-Boo（ヤマブー、本名：山崎 亮（やまさき りょう）、1982年12月20日 - ）は、日本の音楽プロデューサー、作曲家、ギタリスト。熊本県生まれ。福岡県春日市出身。O型。
ケロポンズのバックバンド「おなかペコペコズ」のギタリスト。Flap-Music代表も務める。

## 略歴
小学校6年の頃にロックに目覚めギターを始める。その後、同級生とバンドを結成。
1999年地元福岡で開催されたバンドコンテストで優勝、ライブパフォーマンスを競うコンテストでもギタリストとして優勝した経歴を持つ。
現在は、音楽プロデューサーとして楽曲制作を手掛ける他、作曲家、ギタープレイヤーとして フジロックフェスティバル '17/'18/'19/'21/'22/'23/'24/'25開催年8年連続で出演。
CM楽曲・舞台音楽の制作、母校である九州ビジュアルアーツの特別授業を行うなどの活動をしている。

## 楽曲制作

### CM・ゲーム
あんさんぶるスターズ!
- エイプリルフール企画「あんさんぶる体操！！」（アレンジディレクション・ギター）

エースコンタクト
- 「コンタクトレンズデビュー はじめてのダンス編」（作曲・編曲・ギター・ベース）

テクノ・サービス
- 「働くナビ！」（ボーカル・ギター）

九州電力
- 九電ＤＮＡ篇 – ファイト！（ギター）

上越市立水族博物館
- うみがたり(ケロポンズ)「ランラン♪マゼランペンギン」（アレンジディレクション・ギター）

佐藤製薬
- ユンケルTVCM「実感！イチロー レーザービーム」篇（ギター）

スタディサプリ
- 「高校生あるいるクイズ4月ver～友達＆恋愛編～」（ギター）

東洋水産
- MARUCHAN QTTA × GEMS COMPANY（ギター）

夏バナナこっこ
- 「サマーバケーション！2017」篇（ギター）

NISSAN
- 「NISSAN Driver's Voice」木村拓哉 ✕ 大坂なおみ 2人の本音聞いてみた（ギター）

日本気象協会
- 70周年記念ムービー　〜天気に本気で70年〜（ギター）

日本生命
- (ケロポンズ)「ニッセイ体操 つるかめクス」（ディレクション・コーラス）

山田水産
- 「霧島湧水鰻 20th Anniversary ver」（ギター）

### アーティスト
おとめボタン
- 「ジャパパン音頭〜運気あげタイおとめ節〜」（作曲）
- 「華ちとせ」（ギター）

ケロポンズ
- アルバム「こどもロック」[9]（音楽プロデュース）
- 「ツイてる！ツイてる！」[10]（音楽ディレクション・ギター）
- 「にんじゃの50音」[11]（音楽ディレクション・ギター）
- 「妖怪ヤミー」[12]（音楽ディレクション・ギター）
- 「ポッツン雨」（音楽ディレクション・ギター）
- 「パッチュー」[13]（音楽ディレクション・ギター）
- 「おのりちゃん」[14]（音楽ディレクション・ギター・MV出演）
- 「ハッピーピーポー」（音楽ディレクション・ギター）
- 「こんなに大きくなったんだもん！」（音楽ディレクション・ギター）
- 「おにパンツ」（音楽ディレクション・ギター）
- 「ロッケンロールパン」（音楽ディレクション）
- 「ポーポ　ポポピプぺ」（音楽ディレクション）
- 「パリピ―パリポー」[15]（音楽ディレクション・）
- 「すももんすーもん テュルリラリン」[16]（音楽ディレクション・ギター）
- 「おっちょこたいそう」（音楽ディレクション・ギター）
- 「サンサン！」（音楽ディレクション）

CROWN POP
- 「Real×live」[17]（音楽プロデュース・ディレクション・作曲・ギター）
- 「EGO×search」（音楽プロデュース・ディレクション・作曲・ギター）
- 「青天コンパス」[18]（音楽プロデュース・作曲・ギター）
- 「うさみみ」[19]（作曲）
- 「未来」（作曲）
- 「prism」（作曲）
- 「君色ロード」（作曲）
- 「僕らの証」[20]（音楽プロデュース・作曲・ギター）
- 「僕らの夢」[21]（音楽プロデュース・作曲・ギター）

朱里乃
- 「後3回は好きって言ってよ」（音楽プロデュース・ギター）
- 「不可抗力」（音楽プロデュース・ギター）

吉原雅斗(BOYS AND MEN)
- 「モノローグ」[22]（音楽プロデュース・ディレクション）

平松賢人(BOYS AND MEN)
- 「灼熱ロマンス」[23]（音楽プロデュース・ディレクション）

BOYS AND MEN
- 「Chance for Change　～Ballad Ver.～」[24]（ギター）
- 「NAGOYA BLUES」（ギター）

BOYS AND MEN研究生
- 「SING-ALONG」[25]（ギター）
- シングル「ドドンコDon't worry」[26]（アシスタントディレクション）

ボイメンエリア研究生
- 「VIVA！サマーウォーズ」[27]（音楽プロデュース・ディレクション）
- 「ごっつぁん！エビバデ」（音楽プロデュース・作曲・ギター）
- シングル「GO!GO!トレジャーロード!!」[28]（音楽プロデュース・ディレクション）
- 「HOT×HOT＝Winter!!」[29]（音楽プロデュース・ディレクション）

祭nine.
- シングル「嗚呼、夢神輿」[30]（アシスタントディレクション）
- シングル「HARE晴れカーニバル」（アシスタントディレクション）

B2takes!!
- 「GROWING」[31]（作曲）

福田りゅうぞう・小沢かづと・すかんぽ
- 「パパパパペット 手あそび」（音楽ディレクション・ギター）
- 「おやこでどん 触れ合いあそび」（音楽ディレクション・ギター）
- 「いがぐりイガイガ 手あそび」（音楽ディレクション・ギター）
- 「とっておきがあるんだ」（音楽ディレクション・ギター）

分島花音
- 「NEXT」[32](ディレクション・ギター)
- 「asteroid」 (ディレクション・ギター)
- 「altar」 (ディレクション)